# Holmegårds Mose
Holmegårds mose er en tidligere højmose beliggende i Sydsjælland nordøst for Næstved ved det tidligere Holmegaard Glasværk. Der har været gravet tørv indtil efter 2. verdenskrig. Mosen er nu fredet, og er en del af Natura 2000-område nr. 163 Suså, Tystrup-Bavelse Sø, Slagmosen, Holmegårds Mose og Porsmose.
Mosen er berømt for vigtige fund fra Brommekulturen og Maglemosekulturen, heriblandt Holmegårdsbuerne der er rester af fire fladbuer fra omkring år 7.000 f.v.t., hvilket gør dem til verdens ældste buer.